# Timo Hager
Timo Hager (Winterthur, 24 aprile 2000) è un giocatore di football americano svizzero che gioca nel ruolo di wide receiver per i Winterthur Warriors.